# Népszámlálás

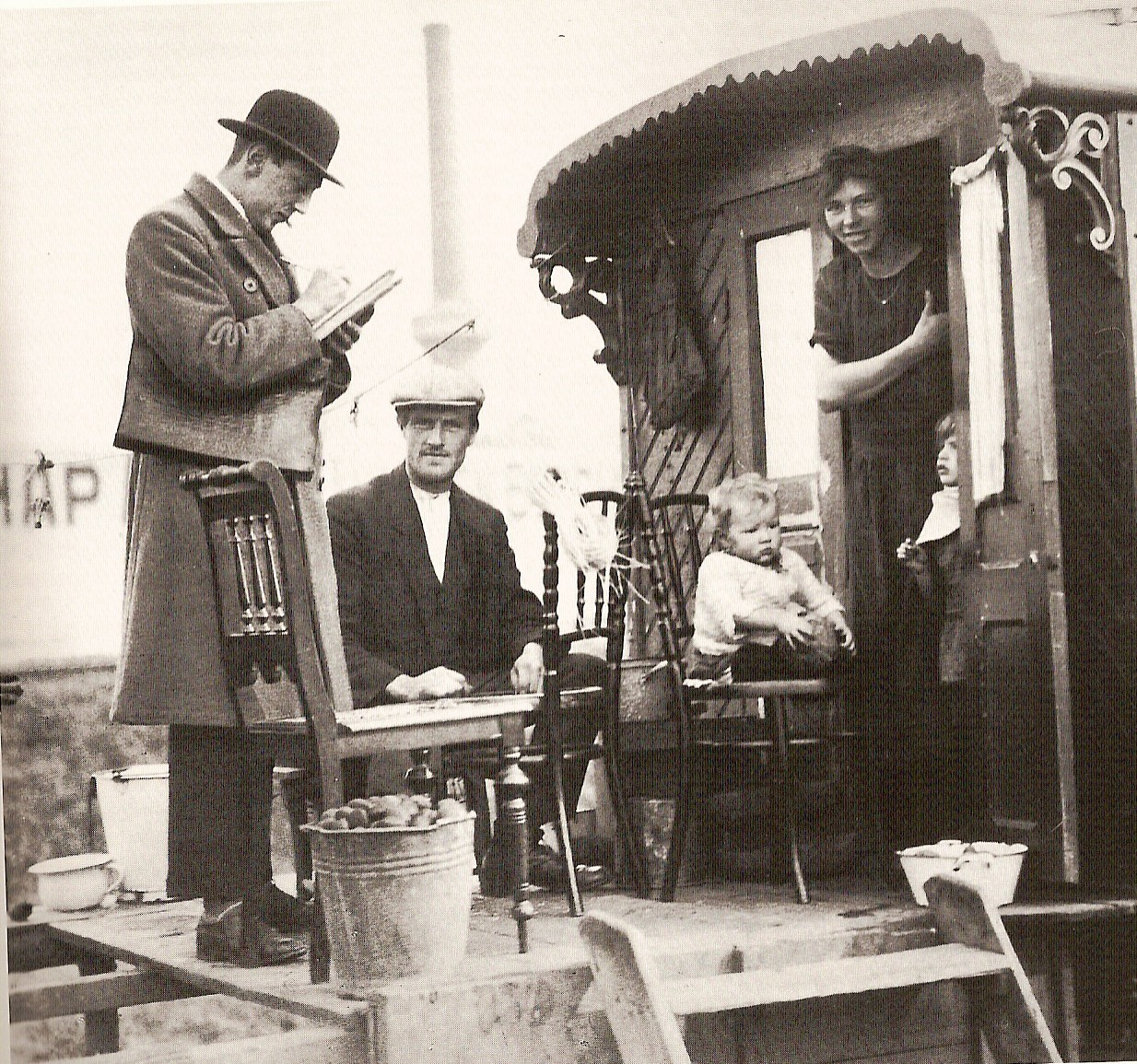
Népszámlálás Hollandiában 1925-ben

A népszámlálás olyan periodikus adatgyűjtés, amely egy adott országban a népesség létszámának megállapítását, és bizonyos, a népesség egyedeire vonatkozó adatok gyűjtését jelenti. Célja az így összegyűjtött adatok hasznosítása a közigazgatási és gazdasági tervezés, valamint a tudományos kutatás során.

## Módszertana
A népszámlálások végrehajtására vonatkozóan már a 20. század vége óta vannak nemzetközi ajánlások, amelyek felsorolnak tartalmi kérdéseket, valamint eszmei időpontokat javasolnak.[forrás?] Ekkor kezdődött az a folyamat is, hogy néhány országban a hagyományos kikérdezés útján kapott adatokat nyilvántartás(ok)ból, vagy reprezentatív felvételekből származó adatokkal kombinálják, vagy a népszámlálás teljes mellőzésével csak regiszter adatokat tesznek közzé. Az ENSZ módszertani kézikönyve a népszámlálást úgy határozza meg, mint „…azon műveletek összessége, amelyek egy ország egésze vagy annak egy jól meghatározott része valamennyi lakosára és egy adott időpontra vonatkozó demográfiai, gazdasági és társadalmi adatok gyűjtését, csoportosítását, értékelését, elemzését, publikálását és más módokon való közzétételét foglalják magukba”. A Népszámlálási módszerek (Population Census Methods) és a Népszámlálási kézikönyv (Population Census Handbook) 1949. évi ideiglenes kiadása volt a szervezet első kísérlete arra, hogy összeválogassa, tömörítse és közvetlenül felhasználható formában a különböző országok szakembereinek rendelkezésére bocsássa a népszámlálások előkészítésére, módszertanára, tartalmára és adatközlésére vonatkozó nemzetközi anyagokat. Míg az ENSZ New York-i központjában készült világajánlások revíziójára viszonylag ritkán került sor, a Genfben székelő Európai Gazdasági Bizottság minden népszámlálási ciklusához elkészíti regionális javaslatait.
A népszámlálások változó módszertana az idősorok továbbvezetését is gyakorta megnehezíti, de problémákat okoz a társadalomtudományi kutatók számára is.

### Mikrocenzus
A népszámlálások között hosszabb idő – bizonyos országokban akár egy évtized is – eltelik, és az idő múlásával az adatok pontatlanná válnak. Ez megnehezíti a gazdasági és közigazgatási tervezést, illetve a tudományos kutatást, mivel a rendelkezésre álló adatok már nem mutatják be pontosan az adott állam demográfiai és egyéb viszonyait. Ennek korrigálására bizonyos országok a népszámlálások gyakoribbá tételével reagáltak: így például Ausztrália és Kanada ötévente végez népszámlálást. Más országokban – így például Magyarországon – pedig két népszámlálás között, a lakosság összetételét számos szempontból reprezentáló, de annak csak kisebb részére (néhány százalékára) kiterjedő, mikrocenzusnak nevezett, kis népszámlálást készítenek. Ennek adataiból már következtetni lehet az országos viszonyokban bekövetkezett változásokra.

## Története
Népszámláláshoz köthető első összeírást a időszámításunk előtti III. évezredben Kínában tartottak. A Római Birodalomban is végeztek úgynevezett cenzusokat, melynek célja a szabad polgárok és rabszolgák számbavétele mellett az ingó és ingatlan vagyon összeírása is szerepelt. A középkorban a földesurak összeírásai az úgynevezett kataszterek adtak képet a kor népességéről, valamint egyes városok végeztek összeírásokat. Ezek közül kiemelkedik az 1509. évi velencei, hiszen ott már a népességet vették figyelembe azzal a korábbi gyakorlatokkal szemben, ami a tűzhely, a lakhely vagy az adózási egység alapján készültek. A világon az első modern és statisztikai célú népszámlálást 1665-ben Kanada területén, Québecben szerveztek, Európában az első ilyet 1749-ben, az akkor svéd fennhatóság alatt álló Finnországban hajtották végre.
Magyarországon az ország területére kiterjedő adatgyűjtés a statisztikai szolgálat megalapítása után kezdődhetett 1869-től. Az összeírás kiterjedt a népesség és a lakásállomány összetételére is és ezt a gyakorlatot azóta is követik a magyar népszámlálások.

### Magyarországi népszámlálások
Magyarországon tízévente tartanak népszámlálást, amit a Központi Statisztikai Hivatal végez. Az első népszámlálás 1870-ben, az utolsó népszámlálás 2022-ben volt. Az adatok pontosítására, néhány (jellemzően öt) évvel a népszámlálást követően mikrocenzust készít a hivatal.